# 1945年国共冲突
1945年国共冲突指的是在1945年8月日本投降后，国民政府和中国共产党领导己方军队为代表中國接受日軍投降和抢夺物資而发生的军事战争。主要由上党战役、平绥战役、平汉战役、津浦战役以及山海关保卫战组成。主要是由八路军率先全國發動的上党战役；同时，当年华北地区南北纵向铁路遭到八路军全面破坏。

## 前奏
抗日戰爭时期，国民政府和中国共产党虽达成第二次国共合作，但双方摩擦不断。后期，国民政府领导的國民革命軍在豫湘桂战役中大溃败，主力部队退守西南大后方，而在东部广大的日占区，包括东北，华北，华东的兵力薄弱。而中共在华北，华东拥有的抗日根据地却日益壮大。1944年8、9月间，八路军胶东军区即收复文登县、荣成县两县县城，是为中国军队最早彻底收复的县城。时间略早于國民革命軍在腾冲战役中收复腾冲县城。

## 过程综述
1945年8月，日本投降之时，中共中央发放七道命令，要求部队争取接受日军、伪军投降。此时国民政府却电令第十八集团军原地驻防待命，勿再擅自行动为要。中共则坚决反对此命令，发电报驳斥，認為國民黨無權代表解放区军民接受日偽軍的投降。受降问题迟迟不得解决，国共冲突时有耳闻。而在此时，苏联红军占领东北。1945年下半年，中共提出“向北发展，向南防御”的总方针。中共中央密令彭真，要求“目前我党对东北的任务，就是要迅速的，坚决的争取东北”。鉴于中共需大量抽调干部前往东北，周恩来主动在1945年9月15日提出把中共在南方15个解放区的部队驻地缩编。这样“既可巩固北方的解放区，又可使这些部队在内战一发生后，不致孤悬敌后，被敌人吃掉，同时对谈判也有好处”。
另外，苏联斯大林政权的态度对中国国共内战的加剧所带来的影响，也是不容忽视的。二战结束後，由于苏联控制了中国东北（旧称满洲）及蒙疆（内蒙古）的部分地区，中国共产党领导人毛泽东趁机欲接管东北，以便能更好的与蒋介石的中国国民党继续展开武装斗争。而斯大林则为了避免和美国支持的蒋介石国民党政府进一步加深冲突，拒绝了毛泽东的要求，决定在中国推行“联合政府”政策。尽管如此，苏军于1946年在撤离东北回国之前，依然为中共抢占东北的真空地带提供了很多便利条件。例如苏联红军曾经把缴获自日本关东军的部分日本武器移交给中共将领林彪的东北野战军。蘇聯將擄自日軍之武器轉交給中國共產黨使用，其中有步槍30萬枝、輕重機槍4,836挺、大砲1,226門、戰車369輛、飛機925架、汽車2,300輛、驛馬17,497匹。此外，日軍各補給站庫存野炮1,436門、機槍8,989挺、卡車3,078輛、馬104,777匹、特種車815輛、補給車21,084輛。前蘇聯克格勃將軍蘇多柏拉托夫在其1994年出版的個人回憶錄《特殊使命》中說，在中國人民解放軍發動遼沈戰役、淮海戰役、平津戰役、渡江戰役這些戰略進攻期間，蘇聯於1948年特意引發「第一次柏林危機」，是史達林和毛澤東共同協商而做出的一個重大戰略計畫，他們想以此轉移美國對中國第二次国共内战的戰略注意力，將美國的援助重心牽制在歐洲，減少美國對敵視中共的國民黨軍隊的援助力度。
1945年八月中旬以来，蒋介石就命令国军沿平绥、同蒲、平汉、津浦等铁路，向华北推进受降。其中，傅作义部队则沿平汉线已逼近张家口。为了延迟国军向华北和东北推进，八路军除全面破坏华北纵向铁路外，另命刘伯承、邓小平率部发起上党战役，晋察冀军区举行了平绥战役阻止国军北上
9月19日，中共中央发出指示，规定其在全国的战略方针是“向南防御向北发展”。此指示的含义是，向南防御就是打击和阻止国军向北推进接受日军投降，因此中共在华北大规模破坏主要的铁路交通线。向北发展就是完全控制察哈尔，热河，发展和控制东北。此时中共陆续派遣十名中央委员（含四名政治局委员），二万名干部，十一万大军挺进东北，刘少奇还特意嘱咐，派往东北的干部不要带武器，一律穿便装，打扮成劳工模样，“你们要赶快去抢”。10月11日，刚从重庆签署和平协议返回延安的毛泽东更订下完全占领东北的详细计划，“首先保卫辽宁，安东，然后掌握全东北”。
为配合八路军占领东北，苏联红军则采取各种措施。渤海湾苏联军舰默许并提供情报协助山东地区的共军直接赴辽东半岛。10月12日，东北苏军司令部就撤军问题与国府东北行营主任熊式辉在长春谈判，拒绝国军从大连登陆。10月18日，又阻止运送国军的美舰在葫芦岛登陆，由此被迫在秦皇岛登陆。随后在进发到山海关遇到中共阻击，酿成军事冲突。政治协商会议由此被迫延期。10月14日，苏军又突然搜查了国民党吉林省党部，并封锁了东北行营。次日，苏军派人通知中共中央东北局：如果说我们过去要你们谨慎，那么现在，你们应“以主人自居，放手干”。还说，东北所有兵工厂、武器弹药都可以给共军，你们用这些武器弹药去抵抗国民党军队的进攻。国府被迫将东北行营迁至山海关。
国府东北行营南迁后，苏联态度变好，对东北民主联军则提出了撤离铁路线的要求。中共不得不改变部署，要求把长春铁路线让出，迅速在东满，北满，西满建立巩固的基础。中共态度的转变为政治协商会议提供了基础，12月1日，王若飞在重庆提议再开和谈大门，并提议开始政治协商会议。12月16日，周恩来率领政协代表团由延安抵达重庆，政协的召开露出曙光。
美国驻华大使馆在十一月初的报告简单描述了国共冲突的情形。
駐外武官認為广泛内战的威胁似乎正在增强，形势的嚴重性可以从在重庆舉行的政治协商会议，因為國共之間的停火談判而延期得到证明；中共的主要武器是严重破坏铁路，防止国军占领共区；中共许诺只有国军停止運兵到華北，共军才停止进攻铁路交通；然而国民政府斷然拒絕这项建议，因此大使馆认为情况几乎是无望的。

## 冲突列表
| 1945年下半年国共主要冲突列表 | 1945年下半年国共主要冲突列表 | 1945年下半年国共主要冲突列表                                       | 1945年下半年国共主要冲突列表                       |
| 战斗名称                     | 大致时间                     | 爆发原因                                                           | 实况                                               |
| ---------------------------- | ---------------------------- | ------------------------------------------------------------------ | -------------------------------------------------- |
| 上党战役                     | 9月10日 - 10月12日           | 阎锡山部队占领的八路军收复之襄垣、潞城，并占据长治，八路军围点打援 | 阎锡山部队10个师被全歼，长治被八路军攻占           |
| 平汉战役                     | 10月24日 - 11月2日           | 国军沿平汉路北上接受日军投降，八路军阻止其北进                     | 八路军合围国军7个师，将其全歼                      |
| 平绥战役                     | 10月18日 - 12月4日           | 傅作义部队在绥远接受日军投降，八路军为打通华北东北交通             | 八路军围攻归绥，包头两城一个半月，未能攻克最后撤退 |
| 津浦战役                     | 10月15日 - 12月14日          | 阻止国军沿津浦路北上受降                                           | 八路军攻占山东大片地区，山东华中两解放区连成一片   |
| 山海关战斗                   | 11月15日                     | 开进东北之国军在山海关途中遭遇八路军阻击                           | 国军突破八路军阻击，穿越山海关，攻占锦州           |

### 9月
6日，晉東南襄陽被共軍攻占，國軍派空軍飛臨支援作戰。:886
7日，晉東南共軍陳賡猛犯屯留。:886
13日，中共攻陷晉境壺關、屯留。:887
14日，晉省共軍犯潞城、長治。:887

### 10月
5日，晉省国軍增援部隊在沁縣遭中共伏擊。:887
15日，中共掘毁扶溝北之黄河堤，黄河泛成灾，寬二百餘里，長百公里。:888
20日，各地共軍大舉蠢動，魯南、豫北、冀南、蘇北均與國軍發生衝突。:888
21日，国軍高樹勛、馬法五兩部向河北南部執行受降接收，遭共軍阻擊。:888
24日，第十二戰區司令長官傅作義报告：受降後守軍遭中共攻擊。:888
25日，中共吕正操攻占綏遠陶林。同日，中共劉伯承部向第十一戰區孫連仲所指揮國軍新八軍、第四十軍猛撲，磁縣陷落。:888
26日，綏包地區共軍三路猛犯，在卓資山地區與國軍激戰。同日，中共劉伯承部向漳河北岸國軍猛擊，國軍易攻為守。:888
27日，閻錫山报告：日軍投降後，文水、離石、屯留、潞城、長治、天鎮、陽高、永和、左雲、壺關等縣遭共軍违法攻占。:888
28日，綏包地區中共陷卓資山後，續而西犯，旗下營、白塔相繼失守。:889
29日，漳河北岸，國軍第四十軍馬法五部失利，馬法五被俘，棄趙莊陣地。同日，第十一戰區國軍在河北磁縣馬頭陣被共軍劉伯承部擊敗，新八軍軍長高樹勛降共。:889
31日，中共軍包圍歸綏。:889

### 11月
1日，賀龍率共軍向大同、歸綏圍攻。:889
2日，共軍萬餘人，經歸綏西犯，陷臺閤木、察素齊。:889
3日，共軍聶榮臻、賀龍、吕正操等部，分向歸綏、卓資山等地進犯。同日，湖北共軍向炎陽進犯。:890
7日，西犯包頭之共軍陷薩拉齊。:890
8日，共軍向晉西各縣積極展開攻勢。同日，共軍掘潰黄河堤，淹没河南太康等多縣。:890
11日，共軍進人東北行營所在地長春市，瀋陽共軍準備武装叛變。:890
12日，共軍數度猛攻包頭，均經国軍擊退。:890

### 12月
6日，共軍約十萬人進犯魯南。:891
14日，由包頭東進國軍，收復薩拉齊。:891
17日，包頭國軍追擊部彖收復畢克齊。:891
21日，國軍收復共軍占據之枣陽。:891
23日，共軍犯綏敗退，歸綏解围。:891